# Murakami Keishi
Murakami Keishi (sinh ngày 14 tháng 9 năm 2002) là một cầu thủ bóng đá người Nhật Bản.

## Sự nghiệp câu lạc bộ
Murakami Keishi hiện đang chơi cho Gamba Osaka.